# 요제프 게르하르트 추카리니

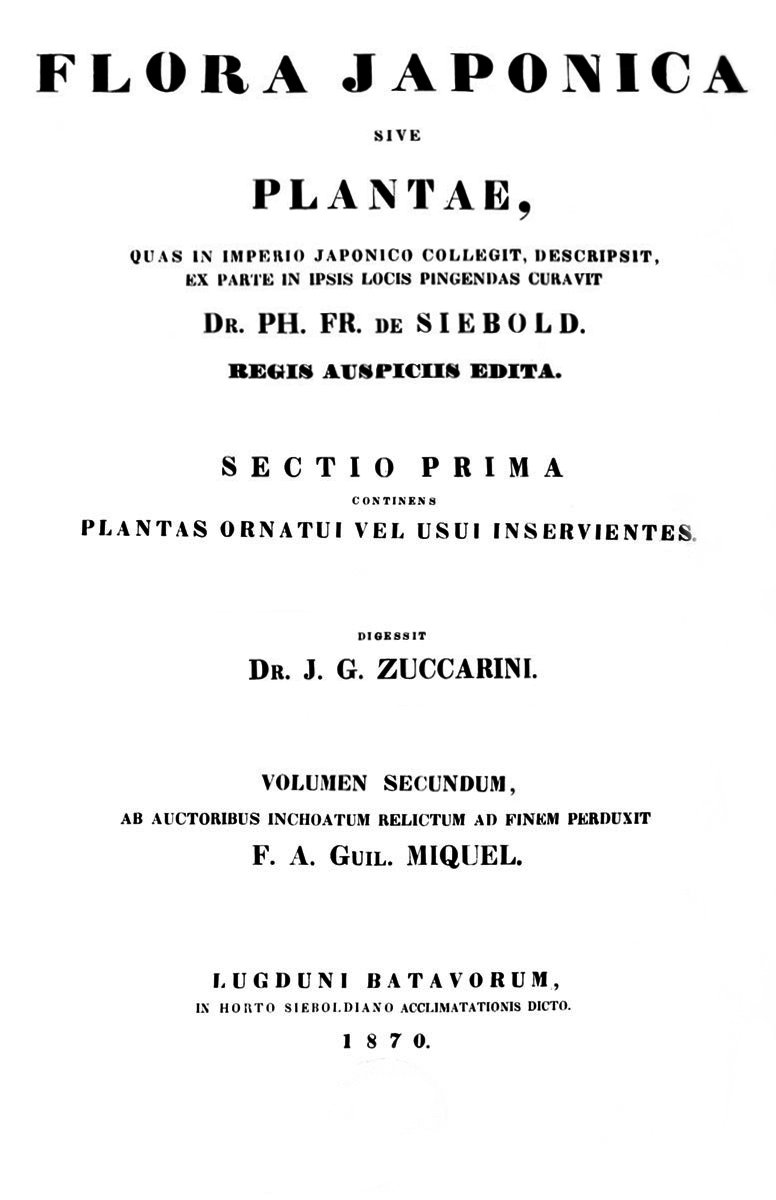
지볼트와 함께 지은 《Flora of Japan》의 표지

요제프 게르하르트 주카리니(Joseph Gerhard Zuccarini, 1797년 8월 10일~1848년 2월 18일)는 독일의 식물학자이다. 뮌헨 대학교 식물학과 교수였고, 지볼트와 광범위하게 함께 일했다. 지볼트가 일본에서 수집한 식물을 분류하는 것을 도왔으며, 멕시코 등지의 식물 기술도 함께 했다. 학명에는 ‘Zucc.’로 표기된다.